# Грэм, Эрик
Эрик Стэнли Джордж Грэм (12 ноября 1900 года — 21 октября 1941 года) — житель Новой Зеландии, фермер, совершивший 7 убийств в течение суток. Грэм долго скрывался от полиции и был смертельно ранен при задержании.

## Биография

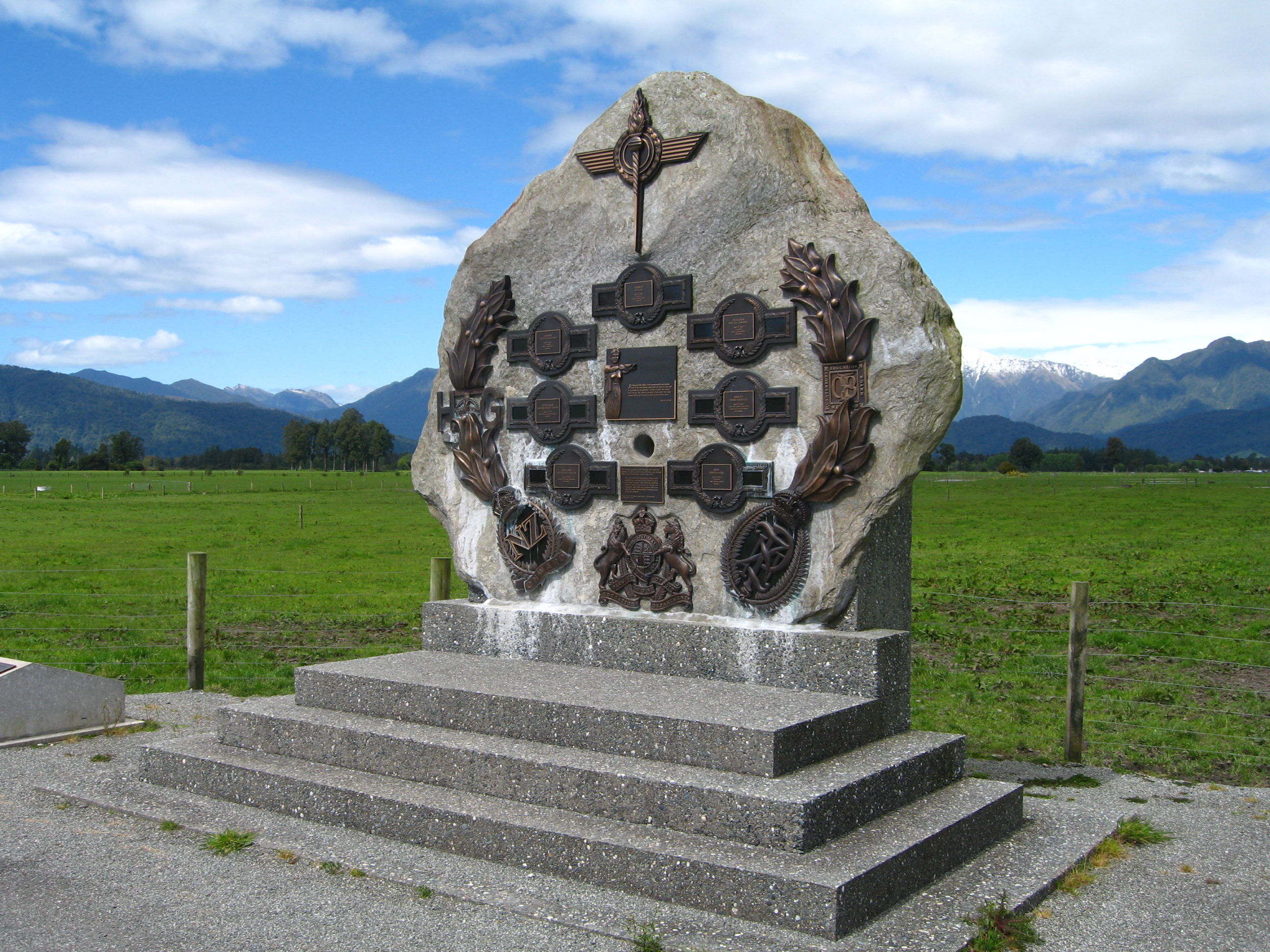
Мемориал жертвам Грэма

Грэм жил в сельскохозяйственном районе Коуитиранги. В этом районе он создал свою ферму. Грэм был женат, в семье было двое детей. У него были очень плохие отношения с соседями. Характер Грэма был тяжёлым, иногда даже параноидальным. У него был серьёзный конфликт с соседями, так как он считал, что те травят его коров.
Ферма приносила очень маленькую прибыль. Грэм влез в долги, что только ухудшило его поведение. Он начал угрожать своим соседям, если они проходили мимо его дома. Свободное время Грэм проводил на заднем дворе своего дома, где стрелял по мишеням днём и ночью. Жена полностью поддерживала мужа в этом занятии и иногда присоединялась к нему. Дома у них хранилась коллекция лучшего огнестрельного оружия. Это время от времени приводило к конфликтам с полицией.
8 октября 1941 года Грэм сильно поругался со своим соседом и стал угрожать ему ружьём. Вскоре к дому Грэма подъехал молодой полицейский, чтобы расследовать инцидент. Грэм не подпустил полицейского к себе и пустил в ход свои ружья. Полицейский вызвал подмогу. Вскоре к дому Грэма подъехали ещё 3 полицейских. Грэм открыл огонь по ним. Трое из них были убиты на месте, четвёртый умер позже от полученных ран.
Грэм скрылся с места преступления. В скором времени он расстрелял ещё 3 человек. На поиски Грэма были направлены сотни полицейских. Грэму удавалось скрываться 12 дней, но 20 октября он был тяжело ранен констеблем в перестрелке с наткнувшимися на его лагерь в лесу полицейскими, и скончался на следующий день в больнице.

### Список жертв
| Номер | Фамилия и имя                            | Пол | Возраст | Примечания                        |
| ----- | ---------------------------------------- | --- | ------- | --------------------------------- |
| 1     | Уильям Купер англ. William Cooper        | М   | 43      | Сержант                           |
| 2     | Фредерик Джордан англ. Frederick Jordan  | М   | 26      | Констебль                         |
| 3     | Перси Туллох англ. Percy Tulloch         | М   | 35      | Констебль                         |
| 4     | Эдвард Бест англ. Edward Best            | М   | 27      | Констебль                         |
| 5     | Джордж Ридли англ. George Ridley         | М   | —       | Инструктор по сельскому хозяйству |
| 6     | Грегори Хатчисон англ. Gregory Hutchison | М   | —       | Гвардеец                          |
| 7     | Ричард Коулсон англ. Richard Coulson     | М   | —       | Гвардеец                          |